# Episodi de Le indagini di Lolita Lobosco (terza stagione)

Immagine tratta dalla sigla della terza stagione

La terza stagione della serie televisiva Le indagini di Lolita Lobosco, composta da 4 episodi, è stata trasmessa in prima visione e in prima serata su Rai 1 dal 4 al 25 marzo 2024.
| nº | Titolo           | Prima TV      |
| -- | ---------------- | ------------- |
| 1  | Volo pindarico   | 4 marzo 2024  |
| 2  | Se vuoi morir    | 11 marzo 2024 |
| 3  | Terrarossa       | 18 marzo 2024 |
| 4  | Un brutto affare | 25 marzo 2024 |

## Volo pindarico
- Diretto da: Renato De Maria
- Soggetto di puntata e sceneggiatura di: Daniela Gambaro, Massimo Reale

### Trama
Lolita, che come hobby pratica il paracadutismo, assiste alla morte della tedesca Brigitte Weber durante un lancio da un aeroplano. La poliziotta non crede che si sia trattato di un incidente e inizia ad indagare con la sua squadra sospettando che la vittima potesse far parte dei servizi segreti tedeschi. Il professor Introna attesta che la vittima è stata avvelenata con il novičok poco prima del lancio. Dopo poco Calogero Avitabile, l'istruttore di paracadutismo, viene trovato morto in casa da Lolita la quale per poco non si fa scoprire da tre malavitosi alla ricerca dei soldi nascosti dall'uomo. La squadra scopre che la Weber era arrivata a Bari alla ricerca di un carico di armi rubato in Germania e aveva agganciato Avitabile, ex mercenario e suo istruttore che la "venderà" prima di essere avvelenato lui stesso. Nella giacca che Brigitte indossava al momento della morte, Lolita trova una piccola telecamera che aveva ripreso i suoi aguzzini, gli stessi che lei ha visto a casa di Avitabile. La squadra rintraccia il magazzino dove sono tenute nascoste le armi e fa irruzione con il reparto dei NOCS arrestando i malviventi.
La madre e la sorella di Lolita ricevono lo sfratto perché la loro casa è stata venduta al marito della signora Andreina che vuole trasformare il complesso in un albergo diffuso e così sono costrette a reinventarsi con l'aiuto di Trifone. Andreina però chiede ospitalità dalle due quando sorprende il marito baciarsi con la domestica. Nel frattempo Lolita, a sei mesi dalla partenza di Angelo, ha modo di conoscere il gallerista Leon, vedovo e padre di tre figlie, e, frequentandolo, inizia a provare interesse per lui. Trifone chiede a Nunzia di fare un viaggio a Parigi e lei tentenna. Porzia, la moglie di Antonio, finalmente si laurea mentre Lello e la sua Caterina, nell'attesa del parto, continuano a vivere a casa della mamma del poliziotto. Un giorno Lolita riceve la chiamata di Angelo che le chiede di parlare ma lei riattacca subito. 
- Altri interpreti: Vanni Bramati (Calogero Avitabile), Sofia Fagnano (Lolita a 10 anni), Antonio Romano (Domenico),  Antonio Fioretti (Alessio Forte), Eva Allenbach (Brigitte Weber), Ralph Palka (Franz Weber), Piergiorgio Filippi (Andrea), Emanuele Zollino (Davide), Andrea Romano (Luciano), Danilo Fioretti (Federico Forte), Brenda Fornelli (Carmela da bambina), Lorenzo Buran (capo reparto NOCS), Saverio Desiderato (uomo tozzo), Sabino Bartoli (uomo magro), Alessio Genchi (Bernardo Quintana), Carla Cuscito (paracadutista Angela Rossi), Mimmo Padrone (Carlo Pastorino), Emanuele De Nicolò (portiere), Anna Cisternino (ostetrica), Michele Cipriani (Alfredino), Nicolò Catalano (terzo uomo), Enrico Debellis (metronotte).
- Ascolti: telespettatori 5 191 000 – share 27,7%.[3]

## Se vuoi morir
- Diretto da: Renato De Maria
- Soggetto di puntata di: Daniela Gambaro, Massimo Reale
- Sceneggiatura di: Daniela Gambaro, Massimo Reale, Vanessa Picciarelli

### Trama
Angelo si salva per miracolo da un attentato ma Lolita non sembra impressionata. 
Lolita e Marietta partecipano a una festa in maschera a Villa Mari che viene rovinata dal ritrovamento di un cadavere nella cantina dei vini nei pressi della cassaforte; si tratta di tale Salvatore, marito del padrone di casa Alfredo Mari. Inizialmente viene sospettato Santo Massari, ex giardiniere della villa che era stato licenziato in precedenza e che è stato ripreso dalle telecamere; tuttavia Leon gli procura un alibi dato che l’ha incrociato nel parcheggio della villa. 
Lolita sogna che Angelo viene ucciso nel corso del processo sui mandanti dell’omicidio di suo padre e viene svegliata da Antonio che le comunica che il cantiere di Angelo è stato dato alle fiamme; Lolita pensa che si tratti di una ritorsione perché sa che l’uomo è stato minacciato.
Intanto Trifone e la mamma di Lolita vengono fermati all’aeroporto perché l’uomo deve scontare ancora 23 giorni di reclusione per un vecchio reato di contrabbando.
Viene sentito il giovane Cosimo Gallo il quale racconta che aveva una relazione segreta con Salvatore. Lolita affronta quindi Alfredo Mari facendogli capire che sospetta che sia stato lui ad aver ucciso Salvatore nella confusione della festa e che abbia inscenato anche il furto dalla cassaforte. Poco dopo Mari si suicida con la stessa pistola che ha usato per uccidere Salvatore.
Nel frattempo Lello Esposito diventa padre, tra Lolita e Leon scatta la scintilla, mentre Antonio litiga con Porzia, arrabbiata perché le ha nascosto che il figlio Alessio è stato sospeso da scuola per aver picchiato un compagno. Antonio così viene mandato via di casa e trova alloggio a casa della collega. Intanto Angelo incontra Lolita al cantiere e le fa sentire un messaggio vocale di Domenico, il ragazzo che aveva preso a lavorare tempo prima, il quale è stato sequestrato da quelli che vogliono che lui non vada a testimoniare.
- Altri interpreti: Francesco Bolo Rossini (Alfredo Mari), Antonio Fioretti (Alessio Forte), Antonio Romano (Domenico), Patrizia Pellegrino (moglie di Introna), Vissia Iervolino (avvocatessa Malaspina), Rossella Leone (dott.ssa Biondo), Simone Tangolo (Salvatore), Joseph Altamura (Cosimo Gallo), Davide Ventola (Santo Massari), Francesco Ferrante (Lele Valente), Danilo Fioretti (Federico Forte), Elena Cantarone (titolare modelleria), Anna Cisternino (ostetrica), Marilisa Protomastro (Nunzia da giovane), Vittorio Allegra (cameriere), Carla De Girolamo (preside), Vito Rutigliano (capo vigili del fuoco), Anna Cavallo (hostess), Pietro Novielli (poliziotto aeroporto), Efisio Sanna (PM), Francesco Lopez (Davide Quadro), Elisa Becchere (moglie di Quadro), Boris Sgherza (pescatore), Alberto Morelli (giudice), Matteo De Napoli (pescatore), Bryan Menunno (Giovanni Umberto), Nicole Menunno (Jacaranda).
- Ascolti: telespettatori 5 002 000 – share 28,17%.[4]

## Terrarossa
- Diretto da: Renato De Maria
- Soggetto di puntata di: Daniela Gambaro, Massimo Reale
- Sceneggiatura di: Daniela Gambaro, Massimo Reale, Chiara Laudani

### Trama
Lolita e i suoi indagano sull’apparente suicidio della proprietaria dell’azienda agricola Terrarossa, Suni Digioia; ad analizzare il cadavere viene chiamato Mario Massimi che sostituisce temporaneamente il dottor Introna. Lolita è convinta che non si tratti di un suicidio e, su input della madre della vittima, interroga Fausto Calò, l’ex fidanzato violento il quale afferma che la ragazza aveva un altro. 
Nel frattempo Lolita una sera ha modo di conoscere una delle figlie di Leon, Anna, con la quale però si scontra subito. Angelo dice a Lolita che è pronto a ritrattare per salvare la vita a Domenico ma lei lo attacca scoppiando a piangere. Antonio sorprende Porzia al supermercato in compagnia di Andrea. Esposito è alle prese con la vita da padre dopo la nascita dei due gemelli. Trifone invece viene scarcerato ma è triste perché Nunzia non lo è mai andato a trovare e così si presenta a casa sua con il suo avvocato per farle capire che è pulito. 
Lolita interroga anche due agricoltori concorrenti di Suni che ce l'avevano con lei perché concedendo i giusti diritti ai braccianti aveva causato aumenti del costo del lavoro, ma i due, Zappa Zappa e Alberto Frolla risultano estranei ai fatti. 
Lolita e i suoi fermano Umberto Digioia, lo zio di Suni, il quale confessa di avere ucciso la ragazza perché aveva scoperto che aveva rubato dei soldi dall’azienda per coprire le sue perdite nel campo delle criptovalute.
Tornando a casa, Lolita nota due ragazzi importunare Anna sul lungomare di Bari e la salva riportandola a casa. Leon le fa una ramanzina vietandole di andare a trovare il fidanzato a Milano; la ragazza se la prende quindi con Lolita.
Il questore Iacovella informa Lolita del fatto che non potrà più seguire il caso del rapimento di Domenico perché è troppo coinvolta e la mette in guardia.
- Altri interpreti: Francesco Meoni (Umberto Digioia), Sofia Fagnano (Lolita a 10 anni), Antonio Fioretti (Alessio Forte), Silvia Rossi (Anna), Piergiorgio Filippi (Andrea), Vissia Iervolino (avv.ssa Malaspina), Antonio Romano (Domenico), Danilo Fioretti (Federico Forte), Elisabetta Serafini (Martina), Francesca Cito (Lucia), Emanuele Zollino (Davide), Andrea Romano (Luciano), Marilisa Protomastro (Nunzia da giovane), Desiree Fedeli (Suni Digioia), Anna Cianca (Brizia Digioia), Rossella Leone (dott.ssa Biondo), Christian Di Filippo (Fausto Calò), Balkissa Maiga (Abeba), Donato Paternoster (Zappa Zappa), Giovanni Maria Buzzatti (avvocato di Zappa Zappa), Umberto Sardella (Venanzio), Pierfrancesco Scannavino (Mario Massimi), Nicola Ratano (custode azienda agricola), Mirko Marcelli (uomo avvenente), Gaetano Marsico (Salvatore), Carlo Cianciotta (grossista), Vito Lopriore (Alberto Frolla), Richard Francesco Conte (ragazzo 1), Aldo Lobascio (ragazzo 2), Antonino Alferi (PM), Annabella Ghebreleule (ragazza 25 anni), Annalisa Meledandri (segretaria), Pape Abdou Aziz Fall (Kennan Ba), Cloe Cornacchia (Jacaranda), Filippo Cornacchia (Giovanni Umberto).
- Ascolti: telespettatori 4 988 000 – share 27,62%.[5]

## Un brutto affare
- Diretto da: Renato De Maria
- Soggetto di puntata di: Daniela Gambaro, Massimo Reale
- Sceneggiatura di: Daniela Gambaro, Massimo Reale, Vanessa Picciarelli

### Trama
Lolita è chiamata a indagare sul ritrovamento di un cadavere di un uomo senza identità; Esposito scopre che si tratta di un ragazzo brasiliano che, appena atterrato all’aeroporto di Bari, è stato prelevato e accompagnato in città da una vecchia conoscenza di Lolita e Antonio, tale Mariuccio, il quale inizia a collaborare con loro. Introna accerta che l’uomo è morto dissanguato dopo l’asportazione dei reni.
Nel 2018 ad Acquaviva era stata trovata morta con le stesse modalità un’altra cittadina brasiliana, anche lei prelevata da Mariuccio. Lolita e Antonio vengono a sapere che tale Bruno Almeida ha prenotato una stanza a nome della stessa società usata dalle altre due vittime e lo prelevano appena arriva all’aeroporto di Bari. L’uomo racconta di essere arrivato in Italia per vendersi un rene dato che ha bisogno di soldi per una parente malata; Lolita nota una certa somiglianza con Esposito e decide di mandare il collega al suo posto. Lolita e Antonio seguono quindi l’auto con a bordo Esposito fino alla clinica e arrestano i responsabili del traffico di organi. 
Sul fronte privato Lolita, dopo tanto tempo, sul lungomare incrocia Danilo il quale le presenta la sua futura moglie spiazzandola. Antonio si riappacifica con la moglie e iscrive il figlio Alessio in una palestra di pugilato. 
Nel frattempo Marietta si reca nel luogo indicato dal suo cavaliere misterioso. Con sua grande sorpresa il cavaliere si rivela essere una bellissima donna bruna (Beatrice) che la bacia con passione e che Marietta dopo una iniziale esitazione ricambia.
Angelo ha ricevuto un video dal sequestratore di Domenico e decide di ritrattare la sua testimonianza per salvare la vita a Domenico. Lolita e i suoi analizzano il video per ore fino a quando la poliziotta riconosce il nascondiglio. Anche Angelo si è ricordato del posto e si precipita sul posto salvando Domenico. Quando però arrivano gli altri rapitori, parte un conflitto a fuoco con i poliziotti accorsi sul posto e il nascondiglio salta per aria per via di una bombola che è stata colpita da un proiettile. Domenico si è salvato scappando dal retro del nascondiglio mentre non c’è traccia di Angelo. Più tardi Lolita viene informata dal questore che Angelo è ancora vivo e che sta per partire per Durazzo con un traghetto. Lolita si presenta al molo e scambia un ultimo sguardo con Angelo prima dell’imbarco.
- Guest: Filippo Scicchitano (Danilo Martini).
- Altri interpreti: Angelo Libri (Mariuccio), Sofia Fagnano (Lolita a 10 anni), Antonio Fioretti (Alessio Forte), Antonio Romano (Domenico), Silvia Rossi (Anna), Patrizia Pellegrino (moglie di Introna), Danilo Fioretti (Federico Forte), Nicola Di Feo (Angelo da adolescente), Emanuele Zollino (Davide), Andrea Romano (Luciano), Tiziana Schiavarelli (Amanda), Luca Michele Cirasola (addetto reception), Giuliano Oppes (Vitaliano), Brando Rossi (Dario Marsico), Marcello Rubino (receptionista "Angolo nascosto"), Elisabetta Serafini (Martina), Francesca Cito (Lucia), Leandro Da Silva (Bruno Almeida), Nicola Ciccariello (Arduino), Camilla Bianchini (interprete), Marta Nuti (birdwatcher), Richard Francesco Conte (ragazzo 1), Gabriella Caponigro (poliziotta scientifica), Daniela Bruno (Daniela), Michelina Natuzzi (madre di Mariuccio), Cloe Cornacchia (Jacaranda), Filippo Cornacchia (Giovanni Umberto).
- Ascolti: telespettatori 4 974 000 – share 27%.[6]